# Josef Paul Kleihues

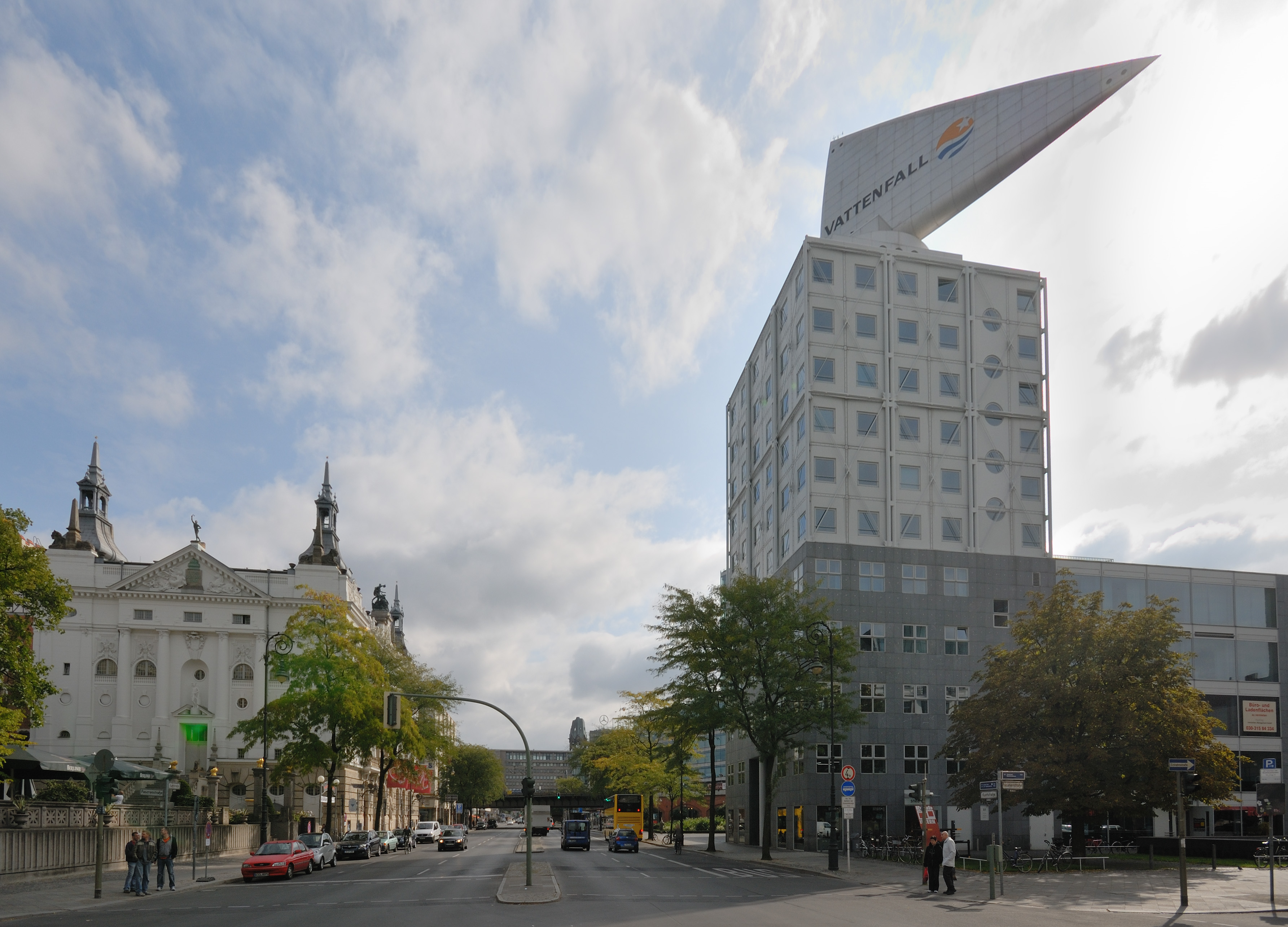
Kant-Dreieck, Berlín

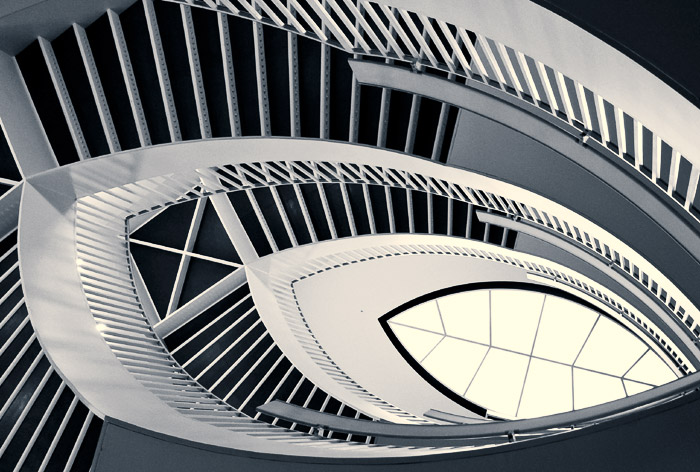
Escalera del Museum of Contemporary Art, Chicago.

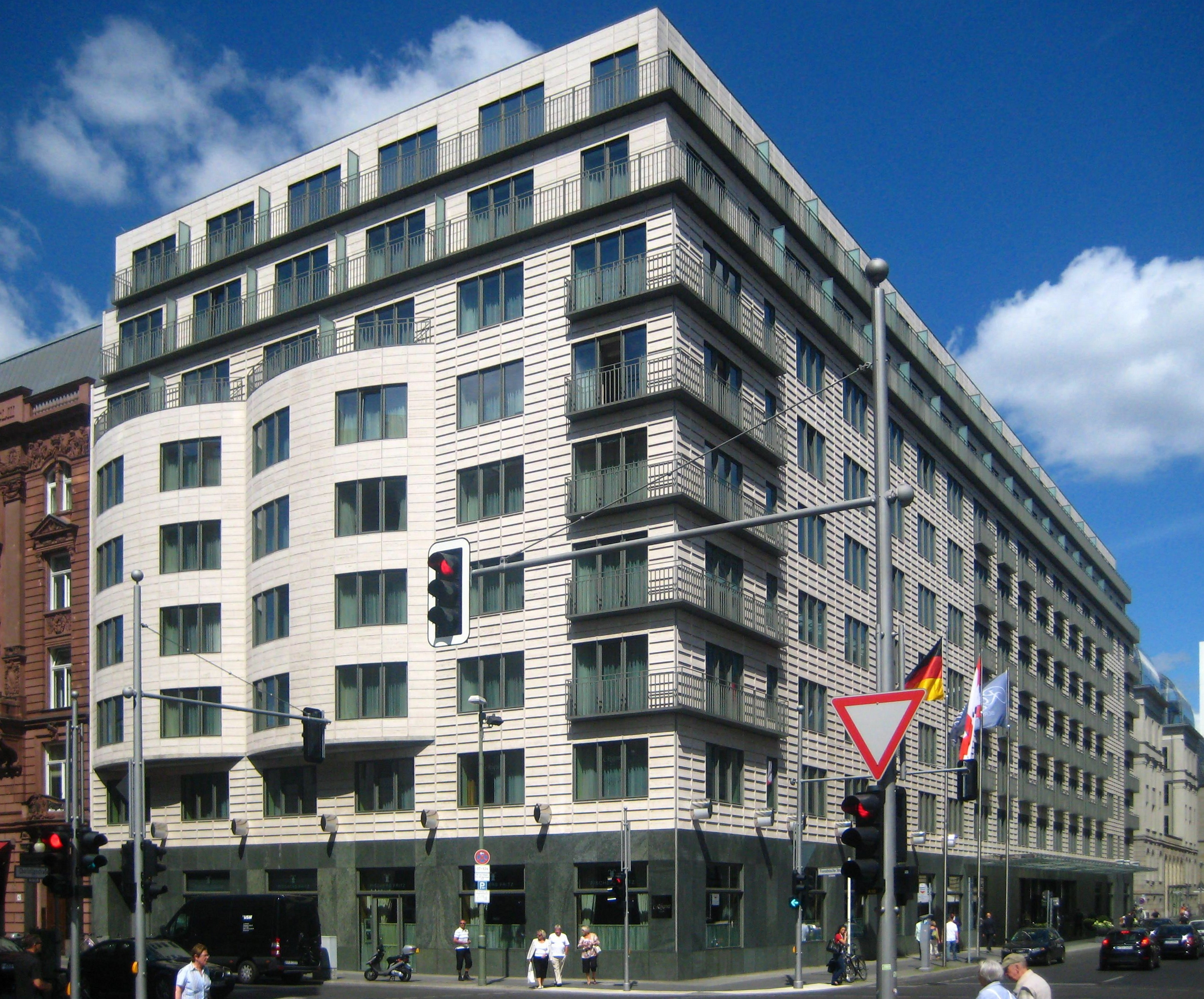
The Regent, Gendarmenmarkt, Berlín

Josef Paul Kleihues (Rheine, 11 de junio de 1933 - Berlín, 13 de agosto de 2004) fue un arquitecto alemán.
Se destacó por sus amplias contribuciones a la "reconstrucción crítica" de Berlín. Su enfoque del diseño ha sido descrito como "racionalismo poético".

## Selección de obras
- 1984–1988: Museo Arqueológico de Fráncfort en Fráncfort del Meno.
- 1986–1989: Museo alemán de la espada en Solingen.
- 1989–1996: Hamburger Bahnhof de Berlín, actual Museo de Arte Contemporáneo (restauración).
- 1991–1996: Museo de Arte Contemporáneo de Chicago en Chicago.
- 1993-1996: Regent Berlin.
- 1994–1996: Sede de DW-TV.
- 1997–2001: Ministerio Federal de Trabajo y Asuntos Sociales (Alemania) en Berlín (restauración).
- 2004–2006: Galería Berlin Alexanderplatz.